# United States Capitol subway system
United States Capitol subway system är ett internt transportsystem som binder samman viktigaste byggnaderna som ingår i United States Capitol Complex i Washington, D.C. i USA med tre linjer: två som förbinder Kapitolium med senatens tre kontorsbyggnader och en linje som går till representanthusets fyra kontorsbyggnader.

## Linjebeskrivning
Från Rayburn House Office Building till södra sidan av Kapitolium går en dubbelspårig linje med ett öppet tåg med förare på varje spår. Tåget har 18 sittplatser och får endast användas av medlemmar av representanthuset.

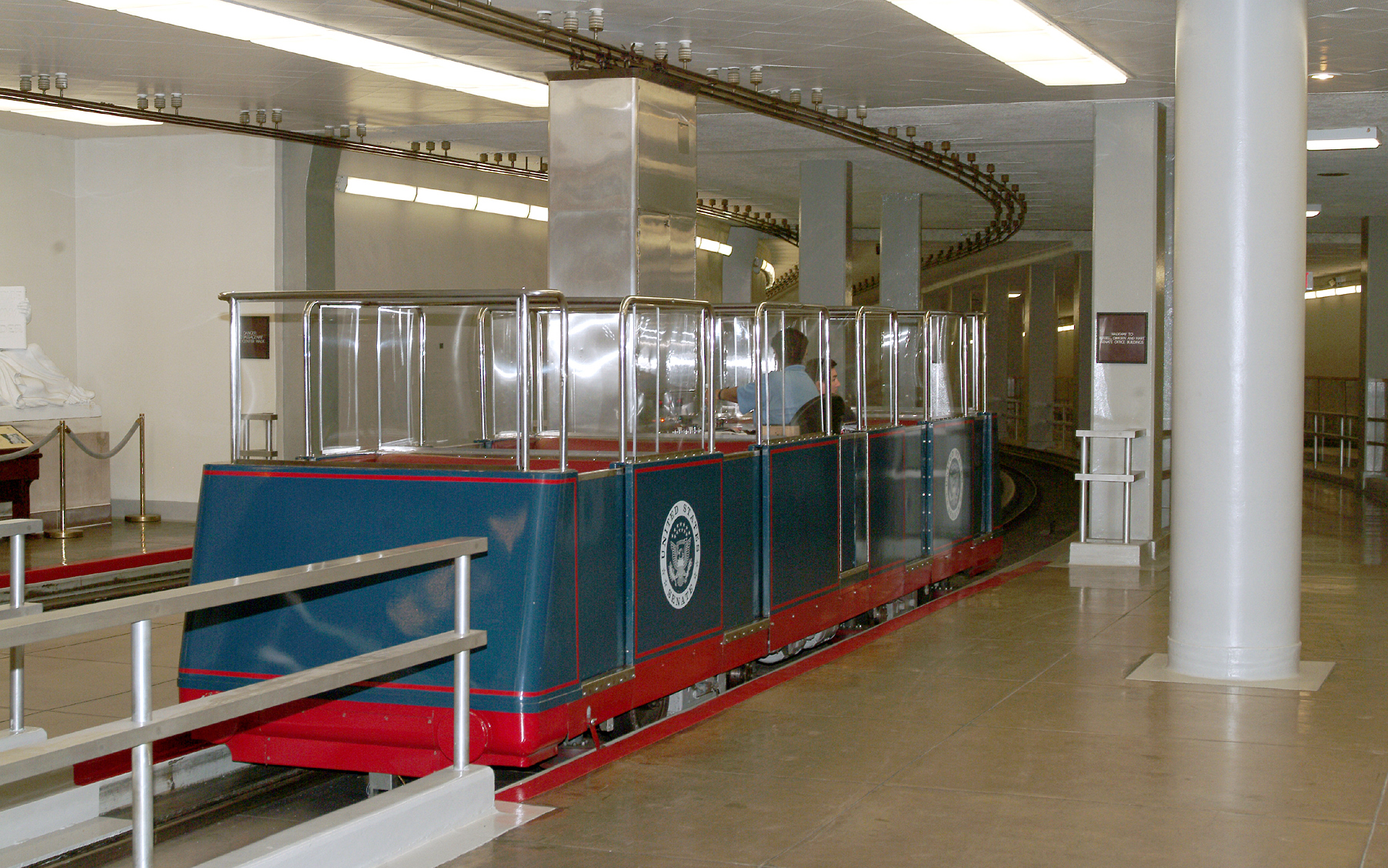
Ett tåg på Russel station.

Till senaten går två linjer. Linjen som går från Russell Senate Office Building är av samma typ som den som betjänar representanthuset. Den andra linjen är en förarlös monorail med  linjärmotor. Den har tre tåg med tre vagnar och 36 sittplatser och går från Hart Senate Office Building och Dirksen Senate Office Building till Kapitolium var femtonde minut. 

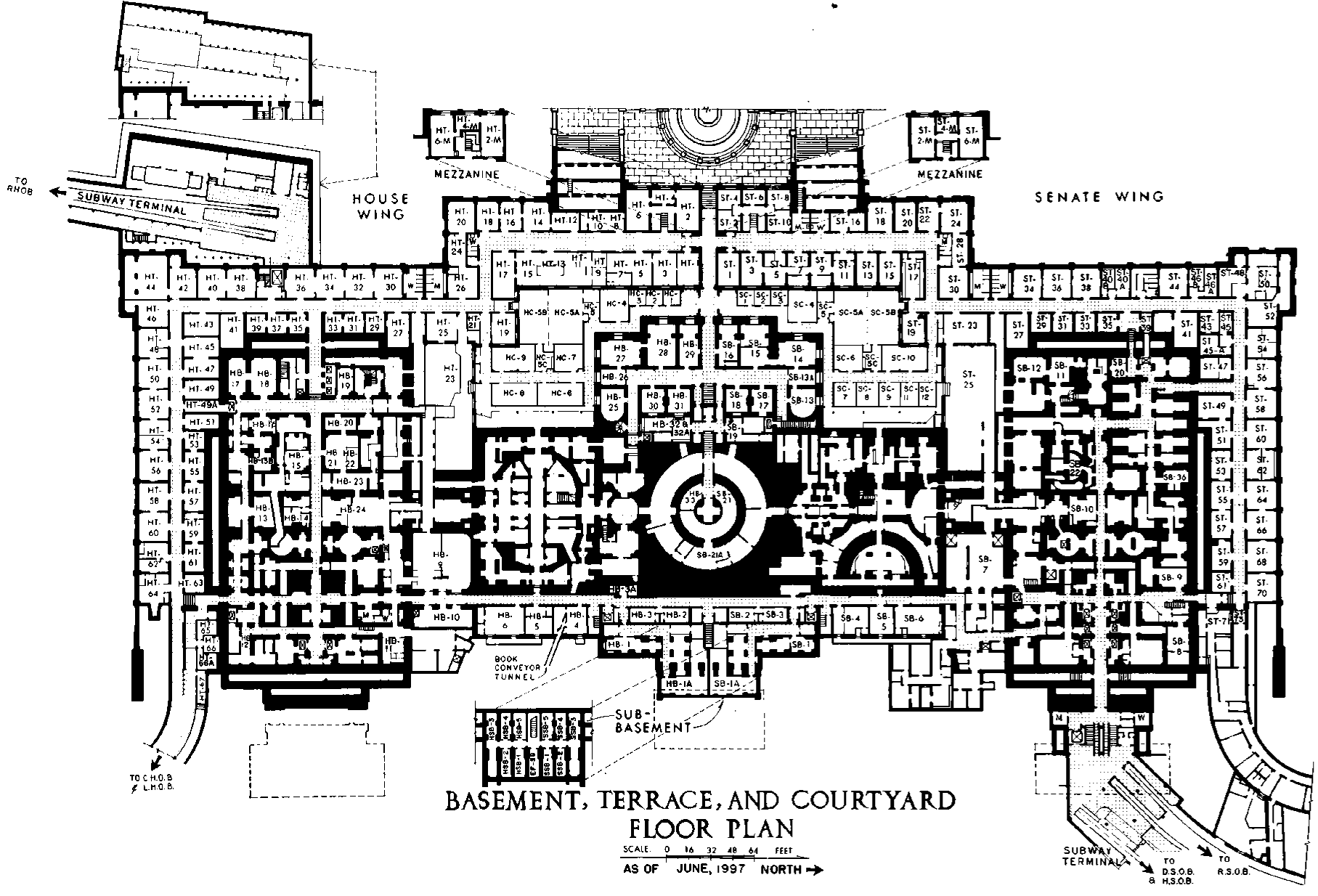
Kapitoliums bottenvåning med senatens tunnebanestation i nedre högre hörnet och representanthusets överst till vänster.

## Historia
Den första linjen mellan Russell och Kapitolium byggdes 1909 och trafikerades av eldrivna fordon från Studebaker. År 1912 ersattes de med ett monorailsystem med förare.
Monoraillinjen till Dirksen byggdes 1960 och förlängdes till Hart 1982. År 1993 ersattes den av ett förarlöst tåg. Linjen till Rayburn byggdes 1965.

## Galleri

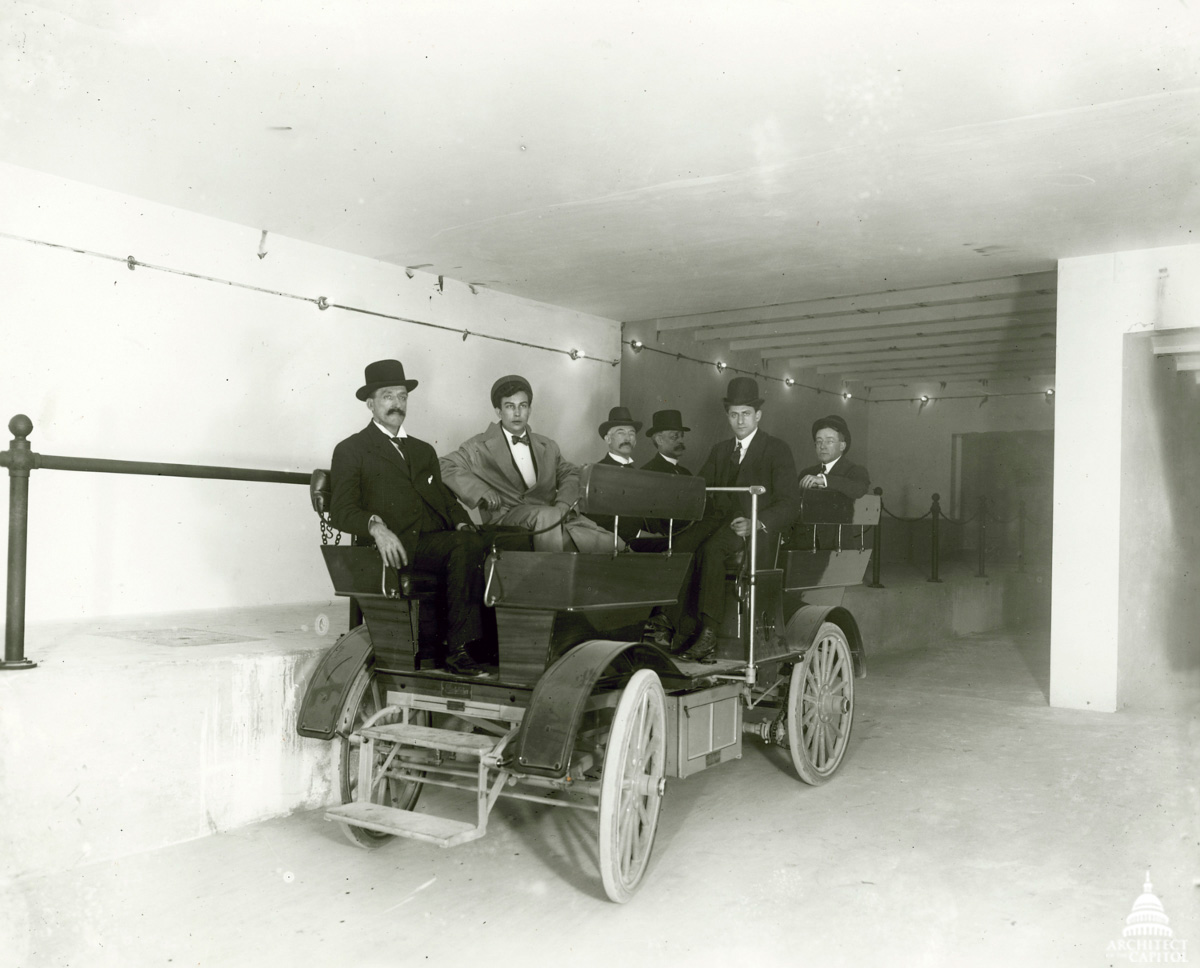
Studebaker, 1909.
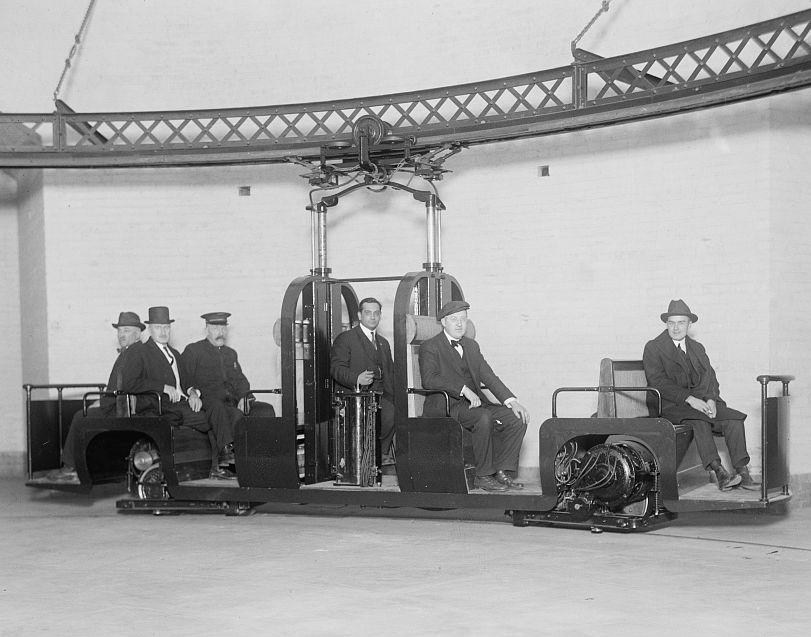
Monorail, 1912.
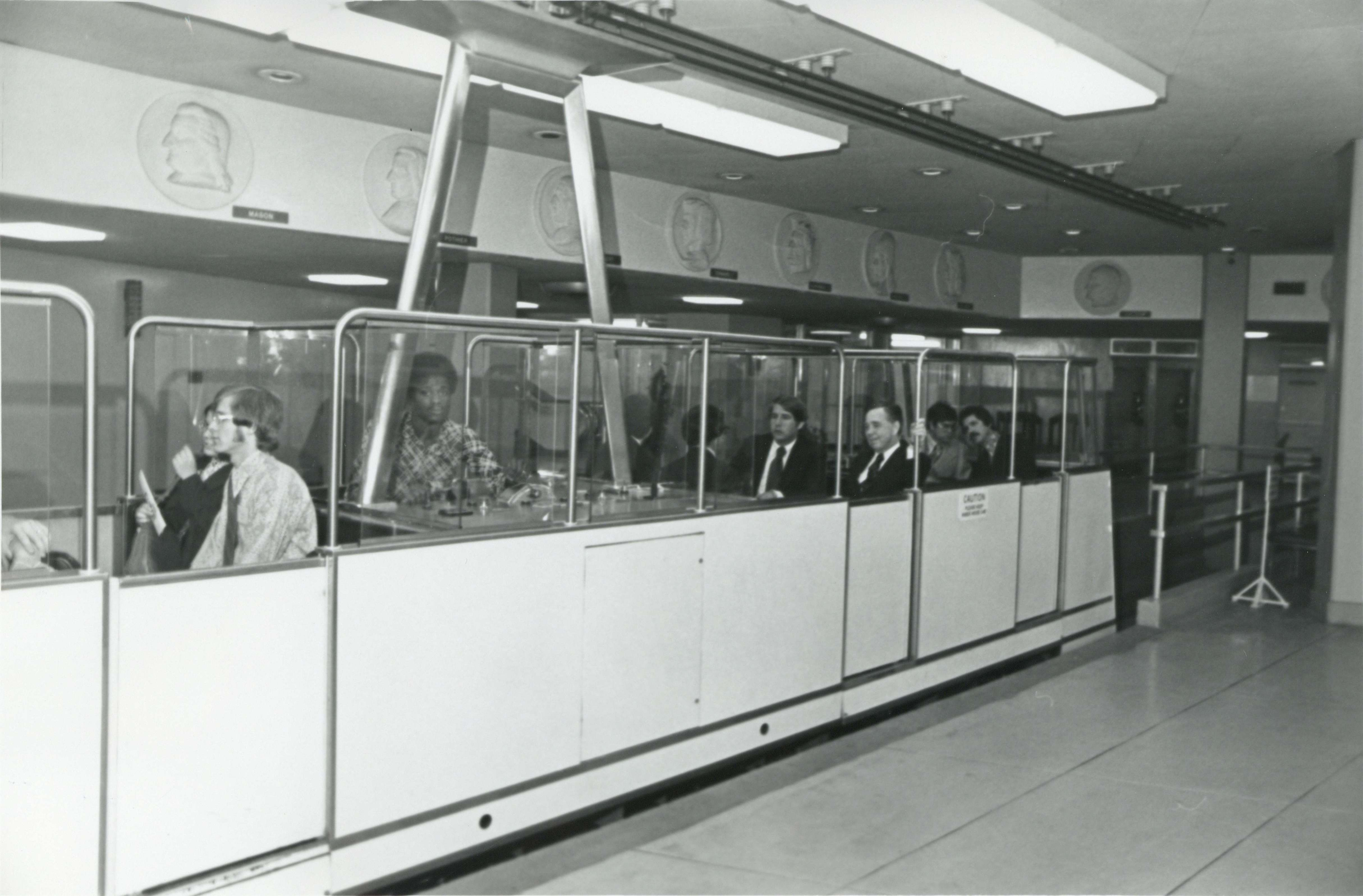
Monorail, 1970-tal.